# Iwashina Nobuhide
Nobuhide Iwashina (sinh ngày 11 tháng 12 năm 1969) là một cầu thủ bóng đá người Nhật Bản.

## Sự nghiệp câu lạc bộ
Nobuhide Iwashina đã từng chơi cho Shimizu S-Pulse.